# Tamala 2010: A Punk Cat in Space
Tamala 2010: A Punk Cat in Space — японский полнометражный анимационный фильм. Режиссура, сценарий и музыка принадлежат двум участникам команды t.o.L («trees of Life»), известным как К. и Куно. Фильм создан при помощи компьютерной анимации в 2D и 3D, в основном черно-белый. Персонажи, разработанные t.o.L и Kentarō Konpon, напоминают Hello Kitty Sanrio и аниме и мангу 1960-х годов, таких как Astro Boy. Фильм был выпущен только в Японии (кроме показов на кинофестивалях в англоязычных странах).
TAMALA 2010 изначально задумывалась как первый эпизод трилогии — последним двум частям были даны рабочие названия TAMALA IN ORION (рассказывала о поиске настоящей матери Тамалы) и TATLA (более подробно раскрывала характер Татлы). Также планировался запуск сериала с рабочим названием TAMALA IN SPACE. По состоянию на декабрь 2007 года, ни один из них не появился — вместо этого вышло два коротких мультфильма от разных сценаристов под режиссурой Shūichi Kohara и анимацией Studio 4 °C. Оба они были включены в DVD сборник TAMALA ON PARADE, вышедший в Японии в августе 2007. Этот DVD не имел английских субтитров.

## Сюжет
Фильм представляет собой мультипликационную версию романа Томаса Пинчона «Выкрикивается лот 49», который t.o.L отметили как сильно повлиявший на них. История начинается в Мегуро Сити, Токио, Кошачья Земля, мире корпораций и меркантильности.
Тамала, которой наскучило в городе, оставляет свою человеческую мать и отправляется на космическом корабле на поиски своей родины, Ориона. Её сбивает Таинственный Почтальон, и она приземляется в Городе Ненависти на планете Q. Там она встречает кота Микеланджело, который становится её бойфрендом. Во время посещения музея Тамала узнает фреску, подробно изображающую ритуал жертвоприношения древней религии Минервы и обломок статуи богини-кошки по имени Татла. Позже пару преследует Кентаро, собака-садист. Он поедает Тамалу, в то время как Микеланджело спасается бегством.
Затем фильм меняет тон, уделяя особое внимание выступлению профессора Номино по истории Кэтти и Ко. Он показывает, что компания является наследником культа Минервы, а Тамала родилась в 1869 году и является их талисманом. Презентация прерывается внезапной атакой и пожаром. Номино, кажется, умирает в огне, но возвращается в форме нежити, и встречается с Микеланджело, рассказывая ему об истории Тамалы. Тамала, между тем, встречается с Татлой, и понимает, что они являются реинкарнацией Минервы. Она возвращается в Город Ненависти (к большому удивлению Микеланджело), и продолжает своё путешествие на Орион, в сопровождении мышки Пенелопы, бывшего секс-раба Кентаро.

## Персонажи
- Тамала (яп. タマラ) — молодая кошка, рожденная в созвездии Орион на звезде Одесса; милая, но использующая много нецензурной брани. Была генетически модифицирована в 1869 году, благодаря чему её возраст всегда 1,5 года, чтобы стать бессмертным талисманом мега-конгломерата Кэтти и Ко. Она, вместе с Татлой, является перевоплощением богини Минервы и идолом её культа.

Сэйю: Хисаё Мотидзуки
- Микеланджело (яп. ミケランジェロ) — молодой кот, живущий в Городе Ненависти на планете Q. Он становится другом Тамалы, несмотря на то что значительно более зрел и культурен, чем она.

Сэйю: Синдзи Такэда
- Кентаро (яп. ケンタウロス) — немецкая овчарка, садист, одевается как полицейский на мотоцикле (хотя он не офицер полиции). Несмотря на чрезвычайную жестокость, у него есть фетиш на мальчиков моряков. Держит мышь, Пенелопу, запертую в клетку для своего удовольствия. Был убит во время кошачьего бунта.

- Профессор Номино (яп. ノミノス教授) — пожилой ученый, который занимается исследованием истории Кэтти и Ко и обнаружил огромный заговор с участием Тамалы и культа Минервы.

Сэйю: Такэси Като
- Татла (яп. タトラ) — гигантский робот-кошка, которая существует в другом измерении Мегуро Сити, и постоянно поднимается над ним на огромном эскалаторе. Была создана культистами как идол Минервы, и имеет глубокую связь с Тамалой. Является единственным персонажем, полностью нарисованным в 3D-графике.

- Таинственный Почтальон (яп. 謎の郵便配達ネコ) — бессмертный агент Кэтти и Ко. Он следит за Тамалой и пытается помешать ей добраться до Ориона.

- Пенелопа (яп. ねずみちゃんペネロペ) — мышь, которую держит Кентаро. В конце концов она убегает из клетки и присоединяется к Тамале в путешествии к Ориону.

- Человеческая мать (яп. にんげんのおかあさん) — приемная мать Тамалы. Всегда изображается обнаженной, играющей в видеоигры с гигантской анакондой, обернутой вокруг тела.